# Francesco Comandè
Francesco Comandè detto anche Cumandeo (Messina, 1568 – Messina, XVII secolo) è stato un pittore italiano.

## Biografia
Francesco fu figlio del pittore Stefano Comandè, ma soprattutto fratello di Giovan Simone Comandè, molto più famoso di lui e con il quale tenne bottega a Messina.
Il padre lo mise a bottega, insieme al fratello dal pittore Deodato Guinaccia, celebre allievo di Polidoro da Caravaggio durante il suo soggiorno messinese dopo la fuga dal Sacco di Roma del 1527.
Mentre il fratello partì per Venezia per essere ammesso alla scuola del Veronese, Francesco rimase a Messina. Non per questo motivo non fu influenzato, dopo il ritorno di Giovan Simone a Messina, dal Manierismo veneto.
I due fratelli aprirono una bottega autonoma e cominciarono a collaborare nelle numerose commissioni che ricevevano soprattutto dal territorio siciliano.
Durante la loro collaborazione non è facile distinguere la mano dell'uno dall'altro dei due Comandè, anche se gli storici sette-ottocenteschi come Stefano Ticozzi che nel suo Dizionario dei pittori dice:
Molte opere sono comunque attribuite all'uno e l'altro, a seconda dei periodi, come ad esempio: L'Adorazione dei Magi, già nella chiesa di Santa Maria di Basicò, oggi al Museo Regionale di Messina. Così come Il martirio di San Bartolomeo, oggi perduta ma che era collocata nella chiesa omonima.
La data di morte di Francesco Comandè non è conosciuta.
La maggior parte delle opere si sono purtroppo perdute con il terremoto di Messina del 1908.

## Altre opere attribuite
- XVII secolo, L'arrivo dei Magi, dipinto, opera documentata nella chiesa di Santa Maria di Basicò di Messina.[1][2][3][4]
- XVII secolo, Presentazione al Tempio, dipinto, opera documentata nella chiesa di Sant'Andrea d'Avellino di Messina.[4]
- XVII secolo, San Bartolomeo, dipinto, opera documentata nella chiesa di San Bartolomeo di Messina.[4]
- XVII secolo, Vergine raffigurata tra Santa Caterina e Sant'Antonio, dipinto, opera documentata nella chiesa della Provvidenza di Messina.[5]
- XVII secolo, Madonna col bambino, dipinto, opera proveniente dalla chiesa di Sant'Euno fuori «Porta Imperiale» e custodita al Museo Regionale di Messina.[5]
- XVII secolo, Madonna col bambino raffigurata tra San Nicola e Sant'Agostino, dipinto, opera documentata nella chiesa di Sant'Elena di Messina.[5]

Questa ultima opera, oggi non più in situ, fu per molto tempo scambiata come autografa di Tiziano, secondo il saggio Memorie de' pittori Messinesi: